# Burgena educta
Burgena educta är en fjärilsart som beskrevs av Walker 1864. Burgena educta ingår i släktet Burgena och familjen nattflyn. Inga underarter finns listade i Catalogue of Life.